# ファイナルファンタジーシリーズの召喚獣
ファイナルファンタジーシリーズの召喚獣（ファイナルファンタジーシリーズのしょうかんじゅう）では、スクウェア・エニックス（旧スクウェア）のコンピュータゲーム「ファイナルファンタジーシリーズ」に登場する召喚獣について述べる。本シリーズにおける召喚獣とは、「召喚魔法によって召喚士の下に具現化・あるいは呼び出された何らかの生物」を指し、精霊や魔物などを「召喚獣」として呼び出すことが多い。

## 概要
召喚獣は『FFIII』で初登場した。異世界あるいは遠く離れた場所から有事の時のみ召喚魔法によって「召喚獣」として呼び出される場合が多いが、「召喚獣」として呼び出さなくても単体のキャラクターとして存在する場合は、幻獣（『FFIV』、『FFVI』）、ガーディアンフォース（『FFVIII』）、等と呼名が変わることもある。
召喚後、それぞれ特有の技を一度だけ行い、その後去っていく場合が多い。また、『FFX』等では、プレイヤーキャラクターとして、戦闘で操作できるシリーズもある。召喚獣の使う技は、「敵にダメージを与える」「術者の体力を回復させる」「術者の能力を向上させる」等、多種多様である。シリーズによって、召喚獣は各種神話や伝説上の生物や登場人物をモデルにしていることが多いが、名称が同じだけで本来の容姿とはかけ離れているものも多い。
『FFVI』や『FFX』など、シリーズの多くの作品で物語の根幹に関わってくる。

## 召喚獣に関する用語
魔石（ませき）
『FFVI』と『FFRK』に登場する重要なアイテム。魔法の力を持った生物である幻獣が、その命を失う時、力のみをこの世に残した宝石のような物質であり、生きていた時の数倍とも数十倍とも呼ばれる魔法の力を持つ。魔石をキャラクターの魔力に反応させることで、その魔石の元になった幻獣を実体化（召喚）することができる。また、装備者は魔石を身に着けて経験を積むことで魔法の力を得ることができる。無理に幻獣から力を吸い出して殺しても幻獣は魔石にはならない。しかし、「魔石化の秘技」と呼ばれる力を使うことで無理やり幻獣を魔石へと変えてしまうこともできる。形状は幻獣によって異なる（グラフィック上は同じ）。
また、FFRKは2回まで使う事ができる。
マテリア
『FFVII』に登場する結晶体。星に流れる精神エネルギーが結晶化したもので様々な種類があり、それぞれ宿す力が異なる。古代の知識が蓄積されており、これを介することで人間も召喚魔法などの様々な力を使えるようになる。装備品に装着することで効果を発揮する。古いものや大きいものほど強力である傾向がある。
G.F.（ガーディアン・フォース）
『FFVIII』に登場する精神的な生命体。形状や能力は様々で地域やものに依存して活動する。このG.F.を人間の精神に宿す（ジャンクションする）ことで、G.F.を実体化させ召喚獣として実体化させることができるように（乱入型という例外もある）なる。また擬似魔法や肉体も強化される。ただし、ジャンクションの副作用として記憶の欠落が起きることがある。
マダイン・サリ
『FFIX』に登場する、召喚士一族の住む村。ガーネットの故郷でもある。エーコやモーグリたちが暮らしている。
祈り子（いのりご）
『FFX』に登場する、秘術によって肉体から切り離され、像に封じられた生き物の魂。祈り子の見る夢（想い）と「幻光虫」という万物に宿る生体エネルギーを召喚士が結合させて具現化した、幻光虫の集合体で作られた血肉を持たない獣を召喚獣と呼ぶ。
究極召喚（きゅうきょくしょうかん）
『FFX』に登場。特別な方法で作り出された祈り子が生み出す「究極召喚獣」と、究極召喚獣の祈り子と強い繋がりを持つ召喚士が、精神的に同一化を果たすことで発動する、想いと絆の結晶による秘術。この方法で召喚された究極召喚獣は、幻光虫の結合を解除・分解する力を持つ。
魔銃（まがん）
『FF:U』に登場する召喚獣を生み出す器具。主人公格である「黒き風」というキャラクターが召喚獣を喚ぶ際に使用する。三発のソイル（命の結晶・螺旋運動でエネルギーを生む）が入った弾丸を同時に発射することによって生まれる。
魔剣（まけん）
『FF:U』に登場する召喚獣を生み出す器具。「黒き風」のライバルである「白い雲」とその兄である「赤い霧」が使用する。ミスト（心の結晶・直線運動でエネルギーを生む）という特殊な気体が入ったボトルをこの剣で切り裂くことで召喚獣が生まれる。
ミスト
『FFXII』に登場する魔力の総称。これは空気中にも含まれており、濃度が濃くなると一種のオーロラのような姿になる。また、これの結晶化したものを魔石と呼んでいる（『FFVI』のものとは無関係）。『FFXII』では召喚獣は一時的にこのミストによって肉体を復元された悪魔たちである。なお、このミストと『FF:U』のミストは名称以外の共通点はない。
音叉（おんさ）
『FFXI』に登場する召喚獣と戦い契約するためのフィールドに入る際に必要なアイテム、召喚獣の属性により、土の音叉、風の音叉などと呼ばれる。元は神獣の眠るクリスタルに音を響かせることで神獣を起こし、対話することを目的として作られたアイテムであり、より強く目覚めさせるための「開放の音叉」やレベルの低い召喚士が一人で神獣に挑む時に使う力が制限される「音叉・改」等も存在する。
契約の履行（けいやくのりこう）
『FFXI』の召喚士が使うペットコマンドの一つ。MPを消費し使役した召喚獣に特殊技を使用させるコマンドである。現在は攻撃タイプか補助タイプかにより、験術と幻術に分かれている。他にも行動を指示する「神獣の攻撃」、「神獣の退避」、「神獣の帰還」や使役した召喚獣の力を抑える代わりに周囲のプレイヤーに特殊な恩恵を与える「神獣の加護」等が存在する。
アストラルフロウ
『FFXI』に登場。召喚士専用のジョブアビリティの一つ。自らが使役する召喚獣の真の力を解放し、効果時間中は召喚獣を維持するためのMP消費が0になるのと同時に、各召喚獣に専用の契約の履行が追加される。この専用の契約の履行は召喚士の全魔力を消費して撃ち放つ技であり、シヴァの「ダイヤモンドダスト」等、従来の召喚獣の使う技がこれに該当する。また、オーディンとアレキサンダーの2体はアストラルフロウの効果時間中でのみ召喚することが可能であり、それぞれの専用の契約の履行を放った後に自動的に帰還、強制的にアストラルフロウの効果も終了するという特殊な仕様となっている。
エレメントサイフォン
『FFXI』に登場。召喚士専用のジョブアビリティの一つ。各属性ごとの精霊召喚獣（エレメンタル）を呼び出している際に、それ等からMPを吸収する効果を持つ。その吸収量は呼び出している精霊召喚獣の属性や曜日・天候の相性によって大きく左右される。
完全召喚（かんぜんしょうかん）
『FFXI』に登場。本作の召喚士が使う、神獣の力の一片を化身として使役する通常の召喚魔法や、従来の作品のような召喚獣に力を借りたりする訳ではなく、神獣や霊獣と言った「大いなるもの」の心を支配し、精神を同化させる「完全支配」の魔法である。「召喚」とは魔法大国ウィンダス連邦・初代星の神子が月の霊獣フェンリルを従えた時に言い放った言葉とされ、本来の意味である「召喚」とは違っているとされている。本作においてもウィンダスの英雄カラハバルハただ一人しか成功させておらず、カラハバルハ自身も神獣の持つ大きな心を受け止めることが出来ずに神獣共々死亡という結果になっている。しかし、完全召喚の行使から力尽きるまでの間は月の霊獣フェンリルを完全に支配することに成功し、ウィンダスに侵攻してきた大量の軍勢をたった一人で一掃する等、圧倒的な力を見せ付けた。この結果からウィンダスでは召喚魔法は禁術とされている。
召喚石（しょうかんせき）
『ディシディア ファイナルファンタジー』に登場。ストーリーモードで入手でき、50種類以上登場する。一人につき一つだけ装備でき発動すると相手か自分のブレイブ数値に変化をもたらす。条件を満たすと自動で発動するAUTOと手動で発動できるものに分かれている。それぞれ使用回数制限があり、制限に達するとチャージ状態になり規定回数を戦うまで使用できなくなる（ラストボスの召喚石のみ回数制限が存在しない）。
軍神
『FF零式』に登場する、召喚獣の異名。敵軍からは単に召喚獣と呼ばれる。一体で戦況を覆すほどの影響力を持つ、極めて強力な存在だが、召喚者は自分の命を捧げる必要がある。そのため、軍神を召喚するためだけに結成された召喚部隊も存在する。軍神という呼び方には死者への敬意が含まれており、召喚獣という兵器としての呼称を嫌う者もいる。
六神
『FFXV』における召喚獣。「星の力」を象徴する神に等しい存在であるとされる。
メガミラージュ召喚
『ワールド オブ ファイナルファンタジー』に登場。ミラージュの中でも通常パーティには組めないかなり大型のメガサイズのミラージュを呼び出す方式であり、呼び出すにはラァンの左腕、レェンの右腕に刻まれている力を同時に発動させる必要がある。
ドミナント
『FFXVI』に登場する、召喚獣をその身に宿した人間の総称。

## 召喚獣の一覧
※五十音順。登場作品は召喚獣として登場する作品である。モンスターとしての登場する作品は記載しない。技の名前は作品によって統一されているが、一部に異なるものがある。『FFIII』では、召喚魔法には白・黒・合体の三種類の効果がある。また、『BC FFVII』『FFTA』『FF：U』では技の名前は表示されない。『FFRK』ではシリーズほぼ全ての召喚獣が登場しており、キャラクターの必殺技として登場する召喚獣とアビリティとしての召喚獣と魔石として登場する召喚獣の3パターンである。

### あ行
アーク (Ark)
登場作品：『FFIX』
飛空艇に似た召喚獣。他の召喚獣がガイア（作品舞台世界）のものであるのに対して、唯一テラ（侵食する異世界）の召喚獣。攻撃の際は、変形して人型になる。技は超光範囲を魔法陣で爆砕する、闇属性攻撃「暗黒の運命」。「ラピスラズリ」の所持数が多いほどダメージがアップする。ボスキャラクターとしても登場する。
アスラ (Asura)
登場作品：『FFIV』『FFXIV』『チョコボの不思議なダンジョン2』『DFF』
三面六臂の女性型召喚獣。『FFIV』では、幻界の王妃として登場する。普段は人間の王妃の姿をしている。召喚獣として珍しくオリジナルの技がなく、「ケアルダ」「プロテス」「レイズ」のいずれかを使う。「ケアルダ」はプレイヤーキャラクターのローザが扱うものより強力になっている。『FFXIV』では、ラザハンの商人「ヴァンフディ」の持つ異形の装置に閉じ込められたラザハンの民の信心を利用して召喚された蛮神として登場。プレイヤーと対峙する。
アダマンタイマイ
登場作品：『WOFF』
巨大な亀の姿をしたメガミラージュ。地面属性の全体攻撃魔法「アースシェイク」と地面属性の全体物理攻撃「のしかかり」を持つ。常にプロテスを展開する「オートプロテス」、同様にシェルを展開する「オートシェル」というパッシブアビリティを持ち、見た目以上に防御が固い。
アトモス (Atmos)
登場作品：『FFIX』『FFXI』『FFXII RW』『FF：U』『DFF』
巨大な口を持つ召喚獣。掃除機のように相手を吸い込むことが出来る。技は「重力物体199」で、対象となる最大HPに応じて、割合ダメージを与える。また、「アメジスト」の所持数が多いほど、ダメージ割合がアップする。『FFV』のボスキャラクターとして登場するものが基になっている。『FFXII RW』では大きな翼を持った昆虫のような姿となり能力も重力系ではなく土属性になるなど、過去の登場作品とは完全に別のモンスターになっている。『FFXI』では追加ディスク『アルタナの神兵』の重要なNPCとして登場。世界各地に現れた謎の石像、「禁断の口」とも呼ばれており現代と過去世界を繋ぐ役割を持っている。ケットシー曰く「時間」を司り、「記憶」を食い尽し、「未来」を淘汰する次元装置。
アドラメレク (Adramelech)
登場作品：『FFXII』『FFTA』
山羊の頭に竜のような姿をした山羊座の魔神。『FFXII』『FFTA』共に2つ名を持ち、「憤怒の霊帝アドラメレク」という。「憤怒の霊帝」は『FFT』でボスモンスターとして登場する、アドラメレクのジョブの名前でもある。『FFTA』ではバンガ族の守護神として登場する。『FFXII』に登場するときの技は「裁きの雷」であり、これは他のFFシリーズではラムウが使用するものになっている。
アニマ (Anima)
登場作品：『FFX』『FFXIV』『FF：U』
鎖で縛られた異形の召喚獣。技は「ペイン」、オーバードライブ技は「カオティック・D」。インターナショナル版における「カオティック・D」は16回攻撃となっている。バージ＝エボン寺院に追放されたシーモアの母が、幼いシーモアを案じ自ら究極召喚獣になることでなんとかしてシーモアを生き延びさせようとした際に誕生した。作中で披露されるアニマの圧倒的な攻撃能力はアニマが究極召喚獣の持つ特色故。究極召喚獣としての能力を引き出せるのは祈り子と絆があるシーモアだけであるため、他人のユウナが使っても、他の召喚獣と同じ扱いになる。『FFXIV』では『FFX』のものとほぼ同じデザインであるが、首元には帝国式の敬礼をしている人間の腕が生えている。ダンジョン「魔導神門 バブイルの塔」の最終ボスとして登場。ガレマール帝国の皇帝「ヴァリス・ゾス・ガルヴァス」の遺体を依り代に、帝国人たちの祈りを利用して召喚された蛮神である。「ファントムペイン」や「カオティック・D」などを使用する。『FF：U』ではドラマCD版にのみ登場しており形状は不明。ただし、それまでの召喚獣と違い攻撃的な能力を持たない召喚獣として描かれている。
アマテラス (Amateras)
登場作品：『FFEX』
着物を纏い、背後に七本の剣を携えた和風の召喚獣。
アルテマ (Ultima)
登場作品：『FFXII』『FFXII RW』『FFTA』『DDFF』
黄金の翼を持つ乙女座の大天使。『FFXII』『FFTA』共に2つ名を持ち、『FFXII』では「聖天使アルテマ」、『FFTA』では「堕天使アルテマ」という。技は「完全アルテマ」。二つ名が複数あることから、アルテマは3人いるのではないかといわれ『FFT』に登場する聖天使アルテマは、『FFXII』の聖天使アルテマと対の存在であると目されている。『FFTA』に登場するものはン・モゥ族の守護神として登場する。『DDFF』で新たに召喚獣として追加され、「完全アルテマ」を使用。一定時間、こちらがアシストブレイク・EXブレイクされた際に相手と同量のマップブレイブを獲得できる状態になる。
アルテマウェポン (Ultima Weapon)
登場作品：『DFF』『WOFF』
四足の巨大な魔獣。『DFF』では『FFVI』で描かれたドット絵をそのまま用いている。ボスモンスターとしては何度か登場していたが、召喚獣として使用できるのはこれが初めてである。なお、『FFVII』のそれとはキャラクターとしては別物である。
『WOFF』では、『FFVII』準拠デザインの魔震メガミラージュとして登場。全体魔法の「アルテマ」、次の攻撃の威力を上げる物理攻撃「パワー全開！」、胸部から撃つ全体魔法「アルテマビーム」を持つ。
アルラウネ (Alraune)
登場作品：『FFXII RW』
デフォルメされた植物頭の小人のような、小型だが気性の荒い幻獣。『FFXII RW』において最初に召喚することになる幻獣である。『FFXII』でも同名の通常モンスターが登場する。
アレクサンダー (Alexander)、アレキサンダー
登場作品：『FFVI』〜『FFIX』『FFXI』『FFXIII』『DFF』『チョコボの不思議なダンジョン 時忘れの迷宮』『DFFOO』
城塞のような形をしている召喚獣。技は聖属性攻撃「聖なる審判」。『FFIX』では、イベントキャラクターとして登場する。いずれの作品でも上級の召喚獣として登場する。
『FFXIII』ではチェスのルークのコマのようなユニットを従えている。頭部には王冠がそびえ、口元にはひげのようなものがあり、肥えた体形など、従来とは一線を画した形態をとる。ドライブモードは城壁のような姿となり、前述のユニットを利用して攻撃を行う。
『FFXI』においては追加ディスク『アトルガンの秘宝』のストーリー内にて重要なNPCにして最終的なボスとして登場する。アトルガン皇国の守護神にして「白き神」と呼ばれており、「黒き神」であるオーディンとは敵対関係にある。およそ900年前に古アトルガンのアルザダール帝によって創り出された鉄巨人アルザダールに降神、時を同じくして敵対国家イフラマドによって召喚されたオーディンと激突し、相打ちとなる。神々の衝突によって大陸は焦土と化し、1年もの間大陸を照らし続ける大穴（超新星ゴルディオス）が空に開かれ、それがヴァナ・ディールの年号「天晶歴」の起源とされている。また、この二柱の衝突は神々の最終戦争「ラグナロク」として語り継がれている。他の召喚獣と違い、寄り代がなければ現世に現れることが出来ず、ストーリー内では小型化した機関巨人に降臨する。後のバージョンアップにて召喚士のアビリティ「アストラルフロウ」中にのみ召喚することが可能で、専用技を使用すると自動的に帰還する特殊な仕様の召喚獣として追加された。使用する技は従来のシリーズの聖なる審判ではなく「絶対防御」。効果時間内に被弾したダメージを軽減する他、状態異常に対して強力な耐性を得ることが出来る。
登場は『VI』からだが、デザインは『IV』に登場した巨大ロボット兵器「バブイルの巨人」の天野喜孝の原画イラストがモデルである。なお、リメイク版『IV』に登場したバブイルの巨人の試作品「プロトバブイル」は逆輸入された形で「聖なる審判」を使用してくる。
イクシオン (Ixion)
登場作品：『FFX』『FFXII RW』『FF：U』
雷を操る筋骨たくましい一角獣。『FF:U』ではイクシオン零式という強化版が登場する。技は「エアロスパーク」、オーバードライブ技は「トールハンマー」を使う。七曜の武器「ロンギヌス」を1段階パワーアップさせることにより、ダメージ限界突破となる。『FFXI』では追加ディスク『アルタナの神兵』の過去世界エリアにおいて、ダークイクシオンやオーロラルアリコーンといったイクシオン族と会うことが出来る。ダークイクシオンは敵として登場するが、オーラルアリコーンはカンパニエというコンテンツにて、味方NPCとしてPC達と共闘する。
イフリート (Ifrit)
登場作品：『FFIII』〜『FFXI』『FFXIII』〜『FFXVI』『BC FFVII』『CC FFVII』『FFXII RW』『FFT』『FFTA』『FF：U』『チョコボの不思議なダンジョン』シリーズ 『DFF』『DFFOO』
炎を操る魔人。技は「地獄の火炎」。『FFIII』では「ヒートラ」で、白の効果は「かいふくまほう」（味方全体のHP回復）、黒の効果は「いかりのほのお」（単体に炎属性の攻撃）である。『FFIX』では、「トパーズ」の所持数が多いほどダメージがアップする。『FFX』での技は、「メテオストライク」、オーバードライブ技は「地獄の火炎」を使う。七曜の武器「ワールドチャンピオン」を1段階パワーアップさせることにより、ダメージ限界突破となる。『FFXI』では炎を司る神獣（眠れる神々）として登場。「インフェルノ」他、多数の技を使う。イフリートの釜・最奥の「灼熱の回廊」にある巨大なクリスタルを閨とし、眠りについている。また、『FFT』では「灼熱の地獄」を使う。この他に『FFVI』ではサマサの村でのイベント戦闘において、イフリートと同じ姿だが色が異なる名称不明の幻獣が登場する。また、『FFXV』では他の召喚獣と同じ六神という扱いではあるが、召喚はできず、敵のボスキャラクターとして登場する。『FFXVI』では主人公クライヴが顕現する召喚獣として登場。技は「地獄の火炎」を始め、戦いの中で炎のバリアを貼る「ブリムストーン」をタイタンから、火炎放射を放つ「スピットフレア」をバハムートからラーニングして使用する。物語後半でフェニックスと合体し、驚異的な跳躍能力と飛行能力を得た「イフリート・リズン」へと姿を変える。
一刀獣（いっとうじゅう）
登場作品：『FF：U』
東洋の龍に似た召喚獣。頭部に刃のように尖った角を、その後ろには剣に似た複数枚の羽根を持つ。『FF：U』の登場人物である、「雲」と「霧」がミストを使うことで呼び出す召喚獣である。召喚者のミストの色で召喚獣の色が変わるほか、多くの技を持つが、召喚獣自身の技よりも使用者の能力によるところが大きい。
ヴァリガルマンダ (Valigarmanda)
登場作品：『FFVI』
巨大な鳥と蛇が融合したような姿の召喚獣。極彩色の体が示す通り、技は炎氷雷の複合属性攻撃「トライディザスター」を使う。『FFVI』の物語上で重要な役割を担う。名前やデザインの由来は不明。
ヴァルファーレ (Valfor)
登場作品：『FFX』
ユウナが最初に契約する召喚獣。大型の鳥のような姿をしている。技は「ソニックウィング」、オーバードライブ技は「シューティング・レイ」と「シューティング・パワー」。七曜の武器「ニルヴァーナ」を1段階パワーアップさせることにより、ダメージ限界突破となる。イベント中にも良く登場する召喚獣で、祈り仔は少女のような姿で現れる。
エクスデス (Exdeath)、エクセデス
登場作品：『FFXII』『FFTA』『FFXIII-2』
天秤のような席に座する人型の樹木。『FFXII』『FFTA』共に2つ名を持ち、『FFXII』では「審判の霊樹エクスデス」、『FFTA』では「審判の霊樹エクセデス」といいヴィエラ族の守護神として登場する。技は「メテオ」。『FFV』に登場する重要なキャラクターが基になっているが、外見は大きく異なる。
エッグマン (Eggman)
登場作品：『FFV』
半熟英雄シリーズからゲストで登場する。一定の条件を満たすと発動する隠し召喚獣で、ゲーム中では存在が語られることはなく、姿すら見せない。技は「エッグチョップ」。「しかしチョップはとどかなかった」というメッセージが表示されるだけで何も起こらない。
エデン (Eden)
登場作品：『FFVIII』
巨大な体と翼を持つ異形の召喚獣。技は「エターナル・ブレス」。その威力は絶大で、10000以上のダメージを与えることも可能である（上限は60000）。映像エフェクトも長く、おうえんアビリティを生かしやすいことも高威力に関与している。
オーディン (Odin)、オーディーン
登場作品：『FFIII』〜『FFIX』『FFXI』『FFXIII』『FFXIII-2』『FFXVI』『BC FFVII』『CC FFVII』『FFXII RW』『FFT』『FF：U』『チョコボの不思議なダンジョン』『DFF』『WOFF』『DFFOO』
甲冑の戦士。スレイプニルと呼ばれる六本の足を持つ馬に跨って登場する。技は敵全体を切り裂き即死させる「斬鉄剣」。『FFIII』では「カタスト」で、白の効果は「ぜんいんにバリア！」（味方全体にリフレク）、黒の効果は「つるぎがてきをきりさいた!」（単体に無属性の攻撃）である。『FFV』『FFVII』では、即死耐性のある敵には「グングニル（の槍）」を使う。
『FFIV』では、暗殺されたバロン王が魂となって城の地下に存在していたが、主人公セシルに王国の未来を託し自らが幻獣オーディンとなった。この設定のため、続編『ジ・アフター』では小登場ながらストーリー中で重要な役割を担う。
『FFVI』では、魔大戦で滅亡した「古代城」で石化させられた状態で登場する。なお、同様に石化させられた王妃によって「斬鉄剣」の発動確率が上昇した魔石「ライディーン」に変化する。魔法「メテオ」の習得に必要となる。
『FFVIII』ではランダム召喚で時たま戦闘の冒頭に乱入し敵を全滅させるという形で、プレイヤーによる任意召喚は出来ない。なお基本的にイベント戦闘では現れないが、とあるイベント戦闘ではその時点で仲間になっていると必ず出現する。なお、その条件で出現した場合、オーディンが斬鉄剣を使うが敵「サイファー」に「斬鉄剣返し」という技を使われ、あっけなくオーディンは一刀両断されてしまう。以降オーディンは出現しなくなるが、かわりにギルガメッシュが出現する。『FFIX』では、「原石」の所持数が多いほど敵を斬る確率が上がり、「斬鉄ダメージ」というアビリティをつけておけば、敵が斬れなくともダメージが与えられる。なお「斬鉄ダメージ」は、「原石」の所持数が少ないほどダメージがアップする。『FFT』では、「破壊の閃光」を使う。
『FFXIII』では主人公・ライトニングの召喚獣として登場する。両刀一対の斬鉄剣を携え、連続攻撃とサンダー系の魔法を主体として戦う。ドライビングモードではスレイプニルをイメージした白馬に変形し、ライトニングを背中に乗せ戦闘に加わる。この時、斬鉄剣は二刀に分割されライトニングが手に持ち、技としての斬鉄剣はオーディンではなくライトニングが披露する。
『FFXI』では追加ディスク『アトルガンの秘宝』のシナリオにおいてルザフが召喚する冥府の神として登場。滅亡したイフラマド王国が崇拝していたとされる「黒き神」であり、アトルガン皇国の守護神にして対をなす「白き神」のアレキサンダーと敵対。現世に降臨した際にはアレキサンダーと対峙し、神々の最終戦争「ラグナロク」を再び起さんと衝突する。その他にもバトルコンテンツ「エインヘリヤル」においては最終エリア「ヴァルグリンド」のオーディンの間にてプレイヤーが直接オーディンに戦いを挑むことが可能であり、激戦の末にオーディンを倒すことによってオーディンが身につけている兜、甲冑、剣、槍を手に入れることが出来る。また、追加ディスク『アルタナの神兵』にも登場しており、冒険者の生きる遙か過去より存在し（オーディンの住まう冥府には時間の概念が存在しないとされている）、力を求める者と契約することで敵味方問わず自らの闇の力を分け与えている等、世界設定においても重要な神として描かれている。後にユーザー側にも召喚士の専用アビリティ「アストラルフロウ」中にのみ召喚可能で、斬鉄剣を使用した後に自動的に帰還する特殊なタイプの召喚獣として実装された。使用する技は「斬鉄剣」。通常モンスターの場合は従来のシリーズと同じく一定確率で即死の効果（命中率は術者のMP量に依存する）を、ノートリアスモンスターの場合は術者のMP量に依存したダメージを与える。
なお、スレイプニル自体も『FFIII』や『FFXII』でザコモンスターとして登場する。
『FFXVI』ではウォールードの王であるバルナバス・ザルムが顕現する召喚獣として登場。「斬鉄剣」や「グングニルの槍」を使う。また、スレイプニルは独立したキャラクターとして人間の姿で登場し、ウォールード王国の騎士長「スレイプニル・ハールバルズ」としてバルナバスに仕えている。

### か行
カオス (Chaos)
登場作品：『FFXII』『FFXII RW』
漆黒の鎧に身を包んだ牡牛座の魔神。二つ名を持ち、「輪廻王カオス」という。技は「ハリケーン」。名前、二つ名ともに『FFI』の重要なキャラクターを基にしたものとなっている。
カーバンクル (Carbuncle)
登場作品：『FFV』『FFVI』『FFVIII』『FFIX』『FFXI』『FFXIII』『FFXIV』『FFXII RW』『FFT』『FFTA』『FF：U』『DFF』『FFXV』
額にルビーの結晶を持つ小動物。技は味方全体にリフレクをかける「ルビーの光」。『FFIX』においては、エーコの装備するアクセサリによって、技名も効果も変わる。「ダイヤモンド」では、味方全体にバニシュをかける「ダイヤのかがやき」。「エメラルド」では、味方全体にヘイストをかける「エメラルドの光」。「ムーンストーン」では、味方全体にシェルをかける「しんじゅの光」。よって、『FFIX』におけるカーバンクルは、4種類の技が存在する。さらに、召喚時間が長い場合は、味方全体にプロテスも追加される。『FFXI』ではヴァナ・ディールを司る5霊獣の一柱として登場。召喚士にジョブチェンジが可能になった時に例外なく最初に使役することになる召喚獣である。「プチメテオ」や「シアリングライト」他、多数の技を使う。同じ霊獣であるフェンリルとは古い仲であり、弱っているフェンリルに力を与えるため、冒険者を利用する形で敵対している神獣（眠れる神々）から力を奪い続けている。しかしその行為は世界を滅ぼしかねない危険な行為であり、他の霊獣からも怒りを買っている。
カトブレパス (Catoblepas)
登場作品：『FFV』『FFVI』
一つ目の牛のような外見の召喚獣。技は石化攻撃「悪魔の瞳」。効果範囲は『FFV』では敵単体、『FFVI』では敵全体である。『FFIII』では雑魚モンスター、『FFVIII』ではボスモンスターとして登場する。姿は同作品のモンスター・ベヒーモスの色違いである。
ガルーダ (Garuda)
登場作品：『FFXI』『FFXIV』『FFXVI』
『FFIII』ではボスモンスター、『FFIX』では雑魚モンスターとして登場している。『FFXI』では風を司る神獣（眠れる神々）として登場。テリガン岬・最奥の「突風の回廊」にある巨大なクリスタルを閨として眠りについている。「エリアルブラスト」他、風属性の補助技や魔法を使用する。鳥の特徴を持った女性で、VIIIのセイレーンに似た容姿をしている。『FFXVI』ではウォールード王国の暗部を担うベネディクタ・ハーマンが顕現する召喚獣として登場。容姿は『FFXIV』に似た4枚の羽と鋭い鉤爪を持つ女性の姿。
カルコブリーナ (Calcobrina)
登場作品：『FFXI』『DDFF』
『FFIV』に登場した人形のモンスター。『DDFF』で召喚獣として新たに追加され、『ひとみ』を使用して相手のブレイブブレイク状態を強制的に解除する。
キュクレイン (Cuchulainn)
登場作品：『FFXII』『FFXII RW』
蠍座に位置する醜く太った猛毒の魔神。『FFXII』『FFTA』共に2つ名を持ち、「不浄王キュクレイン」という。「不浄王」は『FFT』でボスモンスターとして登場する、キュクレインのジョブの名前でもある。技は「ベノムバイト」。
キリン (Kirin)
登場作品：『FFVI』『FFXI』『FFTA』
技は味方全体にリジェネをかける「ホーリーブライトン」。『FFXI』では古代人が作った空の要塞の守護神として玄武 朱雀 白虎 青龍の頂点に立つモンスターとして君臨している（ただし外見は麒麟よりも悪魔などに近い）。
ギルガメッシュ (Gilgamesh)
登場作品：『FFVI アドバンス』『FFVIII』『FFXII RW』『DFF』『FFXIII-2』
深紅の鎧を着込んだ多腕の武人。『FFV』に登場するギルガメッシュ。『FFVI アドバンス』では、「エクスカリパー」「エクスカリバー」「マサムネ」「最終幻想」を、『FFVIII』では乱入型ガーディアンフォースとして登場し、「エクスカリパー」「エクスカリバー」「まさむね」「斬鉄剣」を使う。いずれの技も強力だが、「エクスカリパー」のみ、ダメージは1である。また『DFF』では「エクスカリバー」「エクスカリパー」を使い、それぞれ70%・30%の確率で選ばれる。「エクスカリバー」ならばブレイブが3倍になるが、「エクスカリパー」ならば「最強の剣じゃないのかー!」とテロップが出てブレイブが1になる。
クーシー (Cu Sith)
登場作品 『FFXII RW』
犬のような外見の土の妖精。その愛らしい姿とは裏腹に腹黒い一面を持つ。
クジャタ (Kuyutha)
登場作品：『FFVII』『BC FFVII』
巨大な牛のような姿をした召喚獣。技は炎冷雷複合属性攻撃「トライディザスター」。中世イスラム教では、世界を支えるクジャタを支えるために、バハムートがクジャタを背に乗せている。
グラシャラボラス (Glasya Labolas)
登場作品：『FFVIII』
列車の形態をしたガーディアンフォース。技は毒属性攻撃+複数ステータス異常の「果てしなき暴走」。『FFVI』では通常モンスターとして登場したが、デザインは人間であり、技も全く異なる。『FFIII』には、同名の敵が登場するが、容姿は異なる。

グリーヴァ (Grieva)
登場作品：『FFVIII』
『FFVIII』のアルティミシアが呼び出す召喚獣。『FFVIII』の主人公であるスコールが最強と思っている姿で現れる。プレイヤーが召喚することは出来ない。本作では現実世界でいうライオンが空想上の生物であるため、このような設定になっている。技は無属性の「ショックウェーブパルサー」。
クリュプス (Clops)
登場作品：『FFT』
技は無属性攻撃「恐怖の最終章」。
ケツァクウァトル (Quetzalcoatl)
登場作品：『FFVIII』
抽象的な鳥のような外見の召喚獣。技は雷属性攻撃「サンダーストーム」。
ケッツクアトル (Quetzalcoatl)
登場作品：『FFXII RW』
ヒヨコのような幻獣。大きな翼を持つが空は飛べない。
ケーツハリー (Quetzalli)
登場作品：『FFVI』
鮮やかな翼を持つ巨鳥。技は味方全体をジャンプさせる「ソニックダイブ」。
ケット・シー (Cait Sith)
登場作品：『FFVI』『CC FFVII』『FFXI』『FFXIII-2』
『FFVI』では長靴をはいた猫の召喚獣として登場し、技は敵全体を混乱させる「キャット・レイン」を使う。『CC FFVII』では本編『FFVII』に登場するプレイヤーキャラクターの一人である猫の人形として登場し、技はほとんどの状態異常回復に加え、様々な補助効果を付加する「勇気百倍!」を使う。『FFXI』では追加ディスク『アルタナの神兵』にて重要な役割を担った神獣のNPCとして登場。女神アルタナの流した小さな涙から生まれた存在で、9体存在する。それぞれの名称にはゲール語で1から9を示す名詞が当てられている。過去の世界、未来の特異点である水晶大戦の時代を冒険者の生きる「白き未来」に導かんがため、世界各地で暗躍している。
ケルベロス (Kerberos)
登場作品：『FFVIII』『FFXI』『WOFF』
三つ首の番犬。技は味方全体にダブル、トリプルをかける「反撃の狼煙」。『FFIII』では、風のダーククリスタルを守護するボスキャラクターとして登場する。『FFXI』ではゼオルム火山に住まうトロール傭兵団が、冥府の神オーディンの元から連れてきた番犬として登場。非常に強力なゲーツオブハデスという技を使う。
『WOFF』では金属質の肌を持つ首輪をはめられた本体となる大型の獣1体と、それに追従する蛇と同じ体となっている2体の獣で構成されており、全体攻撃の「ほのお」「ふぶき」「いなずま」、蛇と同じ体となっている2体の獣の突進の後に本体が前脚の爪で切り付ける「ソニックファング」を持つ。
ゴーレム (Golem)
登場作品：『FFV』『FFVI』『FFXI』『FFT』『FFXII RW』『FF零式』
技は味方全体を一定量の物理ダメージから遮断する「アースウォール」。『FFXI』ではその特性がストンスキンという魔法で継承されているほか、鉱石の名を冠した敵として登場する。名前はユダヤ教の伝承に登場するゴーレムから取られている。ユダヤ教のゴーレムは、一般的にロボットのイメージを持っており、『FFVI』では蒸気機関で動くロボット型の召喚獣として登場する。『FF零式』では完全な召喚獣として登場するが、こちらは戦闘も可能である。
コカトリス (Cockatrice)
登場作品：『FFIV』
『FFI』では雑魚モンスターとして登場。攻撃対象を石化状態にする鳥のモンスター。非常に入手困難な隠し召喚獣。技は「石化くちばし」。名前は人を石にする能力を持つ伝説上のトカゲ、もしくはヘビであるコカトリスから取られている。伝説上のコカトリスは鶏の要素を併せ持つ生き物であるが、『FFIV』では更に発展して、空を飛べない鶏ではなく空を飛ぶ鳥類になっている。
黒龍 (Black Dragon)
登場作品：『FFIV』
ゴルベーザが召喚した召喚獣。名の通り体は黒く、戦闘能力は（ゲームの設定でもあるためだが）最強クラスである。ゴルベーザの呪縛の冷気により相手の動きを封じ込め、その後黒龍の「黒い牙」により戦闘不能に追い込む。セシル以外は全員戦闘不能になる。リディアの召喚獣ミストドラゴン「霧の息」により、消滅する。
コチョコボ (Child Chocobo)
登場作品：『FFVIII』
子供のチョコボ。「ギサールの野菜」を使用することによって、登場する乱入型ガーディアンフォース。ミニゲームの進行状況により技の種類が異なり、「チョコファイア」「チョコフレア」「チョコメテオ」「チョコボックル」の4種類が存在する。「チョコファイア」のみ炎属性で、他3つは無属性である。「チョコボックル」に至っては、デブチョコボが敵を押しつぶし、その威力は時に10000以上のダメージを与える。
ゴッドオメガ
登場作品：『WOFF』
巨大なロボットの姿をした魔震メガミラージュ。召喚した剣の中央部の銃身から大量の弾を飛ばす「ビークマヌーバ」、巨大化した後、左腕に装備されている巨大ナックルユニットを展開して殴る「アトミックインパクト」、3回までのダメージを無効化する「ポイントデフレクター」を持つ。
ゴブリン (Goblin)
登場作品：『FFIV』『FFXII RW』『FFIX』
邪悪な小人の雑魚モンスター。『FFIV』では、非常に入手困難な隠し召喚獣。技は「ゴブリンパンチ」。。技の「ゴブリンパンチ」はシリーズの様々な作品で登場しており、一部の作品では主人公らも使用できる。
コモーグリ (Child Moogle)
登場作品：『FFVIII』
子供のモーグリ。「モグのお守り」で覚えるアビリティ「コモーグリ」を使用することによって、登場する乱入型ガーディアンフォース。技はガーディアンフォースのHPを回復する「モーグリダンス」。その際、キャラクタの平均レベルに応じて、ギルを消費する。
通常モグのお守りはPocketStationの「おでかけチョコボ」であることをしてからでないと手に入れることができないため、ゲームアーカイブス版では実質召喚不可となる（Windows版では公式よりおでかけチョコボがアプリケーションとしてダウンロードでき、それによって入手可能）。
ただし、完全にサポート外のこと（一般的にチートや改造と呼ばれる行為）をすれば入手可能。
ゴルベーザ四天王 (The big four of Golbeza)
登場作品『DFF』
本来はファイナルファンタジーIVに登場する四天王。『ディシディアファイナルファンタジー』に召喚石として登場（ここでは4人で1つとする）。
いずれも相手が召喚石を使用するとカウンターで自動的に発動するようになっている。
土のスカルミリョーネ (Scarmiglione)
土を司る四天王の一人。卑劣。ゾンビのような体をしている。技は「呪い」で、相手のブレイブを0にする。
水のカイナッツォ (Cagnazzo)
水を司る四天王の一人。亀のような体をしている。技は「大津波」で、相手のブレイブをしばらく固定する。
風のバルバリシア (Barbariccia)
風を司る四天王の一人。最も人に近く美しい女性だが、髪が恐ろしく長くそれを使い身を守る。技は「ミールストーム」で、お互いのブレイブを交換する。
火のルビカンテ (Rubicante)
火を司る四天王の一人。人に近く赤いマントをはおっている。武人肌で四天王最強の男。技は「火炎流」で、自分のブレイブを3倍にする。

### さ行
サジタリウス (Sagittarius)
登場作品：『FFXII RW』
頭部も馬であるケンタウロス型の幻獣。サジタリウス（射手座）の名を持つとおり、弓（クロスボウ）を武器とする。
サボテンダー (Sabotender、Cactuar)
登場作品：『FFVIアドバンス』『FFVIII』『CC FFVII』『FFXII RW』『DFF』『FFXIII-2』
人型をしたサボテンの魔物。『FFVI アドバンス』では、通常は「針千本」だが、まれにジャボテンダーの「針万本?」となり大ダメージを与える。『FFVIII』では、「針ン千本」で、ガーディアンフォースのレベルに応じて、千の倍数のダメージを与える。最高10000ダメージを与える。また、『FFXIII-2』では、サボティナ・サポテニョリータ・メタルジャボテン・サボテニョール・サポテンダーなども登場する。
サラマンダー (Salamander)
登場作品：『FFT』『FFXII RW』
技は火属性攻撃「火炎竜立ち昇らん」。『FFXII RW』ではウリ坊のような姿をしている。『FFIII』では、火のクリスタルのボスキャラクターとして登場する。
ザルエラ (Zalera)
登場作品：『FFXII』『FFXII RW』『DDFF』
汚れなき巫女を抱き留める、双子座に座する髑髏の天使。2つ名を持ち、「死の天使」という。「死の天使」は『FFT』でボスモンスターとして登場する、ザルエラのジョブの名前でもある。技は「ディバインデス」。『DDFF』では追加の召喚獣として登場。相手のブレイブが9999になると自動的に「ディバインデス」を発動し、強制的にブレイブブレイク状態にする。
シヴァ (Shiva)
『FFIII』〜『FFXI』『FFXIII』『FFXVI』『BC FFVII』『FFXII RW』『FFT』『FFTA』『FF：U』『チョコボの不思議なダンジョン』シリーズ 『DFF』『FFXV』『DFFOO』
氷を操る女性の精霊。技は作品によって表記が異なり、『FFIII』『FFV』『FFVI』『FFVIII』『FFX』では「ダイアモンドダスト」、『FFVII』『FFIX』では「ダイヤモンドダスト」を使う。また、『FFIII』では「アイスン」で、「ダイアモンドダスト」の他に、白の効果「さいみんこうせん！」（全体を眠らせる）、黒の効果「つめいたいしせんでこおりついた」（単体に無属性の攻撃）がある。『FFIX』では、「オパール」の所持数が多いほどダメージがアップする。『FFIV』では「ふぶき」、『FFT』では「氷河の結晶」、『FFX』では「天からの一撃」、オーバードライブ技として「ダイアモンドダスト」を使う。七曜の武器「ナイト・オブ・タマネギ」を1段階パワーアップさせることにより、ダメージ限界突破となる。『FFXI』では他にも多数の技を使う。
『FFXIII』では二人ひと組の召喚獣として登場、「シヴァ・スティリア」と「シヴァ・ニクス」として登場。本作の召喚獣最初の登場であるほか、雑誌紹介時のドライブモードの代表例となり、話題を呼んだ。ドライブモードは二体が合体し、バイクとなるものである。氷を自在に生み出せる能力を生かし、バイク形態時に氷の道を作るという、従来にない演出を利用したこともある。『FFXVI』ではヒロインのジル・ワーリックが顕現する召喚獣として登場。ジルとほぼ変わらない容姿で、背には白いマントが浮いている。
ジハード (Jihad)
登場作品：『FFVI』
技は敵味方全体への無属性攻撃「天地崩壊」。魔神、女神、鬼神の三闘神を召喚し、その闘争の結果として敵味方がダメージを受けるものとして登場する。ピクセルリマスター版では「ドゥームズデイ」(Doomsday)の名称で登場し、聖属性に変更されている。
『FFIX』では黒魔法として登場し、こちらも敵味方が闇属性ダメージを受ける。
シュミハザ (Shemhaza)
登場作品：『FFXII』『FFXII RW』
射手座に座する人馬一体となった深紅の異形。2つ名を持ち、「密告者シュミハザ」という。技は「ソウルエミット」。
ジルコニアエイド (Zirconiade)
登場作品：『BC FFVII』
ボスモンスターとして登場する召喚獣。プレイヤーは召喚することが出来ない。名前のジルコニアは、宝石などに利用される鉱物の一種である。
シルドラ (Syldra)
登場作品：『FFV』『DDFF』
『FFV』に登場する海竜にしてファリスの親友。技は風属性攻撃の「サンダーストーム」。『DDFF』で追加の召喚獣として登場し、同じく「サンダーストーム」を使用して相手の召喚獣の効果を打ち消す。
シルフ (Sylph)
登場作品：『FFIV』『FFV』『FFXII RW』『FFT』『チョコボの不思議なダンジョン2』『DFFOO』
風の精霊。『FFIV』では洞窟内に集落を形成している。技は敵のHPを奪い味方全体に分配する「風のささやき」。『FFT』では、対象を沈黙状態にする。『チョコボの不思議なダンジョン2』では、風属性の全体攻撃。
シン (Shin)
登場作品：『FFX』
召喚獣にエボン＝ジュと呼ばれるモノが取り憑くことで生み出される存在。よって厳密には召喚獣ではなく、召喚獣がエボン＝ジュに自身を構成する幻光虫を分解・再構築され変貌した成れの果ての姿の総称。その役割は夢のザナルカンドを召喚するエボン＝ジュを守るための鎧に過ぎない。核の姿は取り憑かれた召喚獣によって変わるが、核である召喚獣に取り憑いているエボン＝ジュが重力魔法を持って膨大な数の幻光虫を数年単位で集めて巨体を構築するため、核に関わらず異形の巨体が形成される。プレイヤーは召喚出来ない。
作品中の字幕では、常に二重鉤括弧が付されて表記される。
神獣
登場作品：『FFEX』

神龍 (Shenlong)
登場作品：『DFF』
ラストボス、カオスの使用する召喚獣。カオス専用の召喚獣であり、プレイヤーは使用できない。また、他の召喚獣と違い1回の戦闘での使用回数に制限が存在しない。
ゼイオン (Zeion)（仮名）
登場作品：『FFX』
ユウナレスカが夫・ゼイオンを祈り子にして作り上げた究極召喚獣。ただしゼイオンとは祈り子の名であるため、召喚獣としての名前はゲーム中に記載されていない。既にシンとして二代目召喚士によって倒され、祈り子も破壊が確認されているためプレーヤーは使用不可能。
精霊モーグリ
登場作品：『DFFOO』
セイレーン (Seiren)
登場作品：『FFVI』『FFVIII』『FFXIII』『FFXII RW』
美しい女性の精霊。技は『FFVI』では「ルナティックボイス」『FFVIII』では「サイレントヴォイス」で敵全体にサイレスをかける。後者はダメージも与える。
セラフィム (Seraphim)
登場作品：『FFVI』
白い翼を持つ天使。技は味方全体を回復する「エンジェルフェザー」。
セルフィのGF（仮名）
登場作品：『FFVIII』
物語開始前にセルフィがジャンクションしていたというガーディアンフォース。作品内では物語設定上、プレイヤーが使用できる23体のガーディアンフォース以外にも多数の召喚獣が存在するのだが、これとアルティミシアのティアマト・グリーヴァを除き正式な総数・名前などは一切不明。
ゼロムス (Zeromus)
登場作品：『FFXII』
鎧と蟹が一体となったような外見をしている蟹座の魔神。2つ名を持ち、「断罪の暴君ゼロムス」という。技は「ビッグバン」。『FFIV』の重要なキャラクターが基になっており、「ビッグバーン」もこれにちなむ。
ゾディアーク (Zodiark)
登場作品：『FFXII』『FFT』『FFXII RW』
イヴァリース作品では最強と謳われる召喚獣。蛇や竜の胎児に鎖と翼のような彫刻品が備えられている、幼き異形の天使王。ありとあらゆる法則を創造する力を持ち、存在する全ての生命・事象に対し、神に代わり罰を与えることが出来る。その絶対的な行使力から、「戒律王」と呼ばれる。『FFXII』では「ラストエクリプス」、『FFT』では「暗闇の雲」を使う。また、位置する星座は黄道の関係で十三番目と言われる蛇遣い座。
ゾーナ・シーカー (Zone Seeker)
登場作品：『FFVI』
ミイラのような姿をした正体不明のモンスター。技は味方全体にシェルをかける「マジックシールド」。

### た行
タイタン (Titan)
登場作品：『FFIII』〜『FFV』『FFVII』『BC FFVII』『FFXI』『FFXII RW』『FFXIV』『FFXVI』『FFT』『FF：U』『チョコボの不思議なダンジョン』シリーズ 『DFF』『FFXV』
大地を司る巨人。技は地属性攻撃「大地の怒り」。『FFIII』では「ハイパ」で、白の効果は「ボコボコになぐった」（単体に無属性の攻撃）、黒の効果は「ガンガンにけりをいれた」（単体に無属性の攻撃）である。『FFXI』では「アースフューリー」他、多数の技を使う。力士のような姿をしていることが多い。『FFXVI』ではダルメキア共和国のフーゴ・クプカが顕現する召喚獣として登場。かなりの巨体を持ち、物語後半では文字通り山ほどの大きさに巨大化した「デビルタイタン」と戦うことになる。
ダーリンシヴァ (Darling Shiva)
登場作品：『FFXII RW』
シヴァの恋人。シヴァとの間には1子をもうけているので夫のようにみえるが、あくまでも「恋人」である。FFシリーズのシヴァとしては、初めて男性として登場する。子供は娘であり、ベイビーシヴァという。
長老 (Elder)
登場作品：『FFVI』
幻獣界の長老。イベントシーンに登場し、プレイヤーは召喚することができない。幻獣の中でも「封魔壁の魔法」が使える特殊な血筋の者で、その血統を残す最後の一人である。「封魔壁の魔法」は、人間の世界と幻獣界を塞ぐ「封魔壁」を出現させる結界であり、嵐を起こすことで幻獣界にとって異質なものを外に排除しようと運動する。
チョコボ (Chocobo)
登場作品：『FFIII』〜『FFV』『CC FFVII』『FFXII RW』『OVA』『DFF』『FFXIII-2』『DFFOO』
FFシリーズでおなじみの鳥。技は「チョコボキック」等。『FFIII』では「エスケプ」で、白の効果は「スタコラにげた」（戦闘からの離脱）、黒の効果は「なぐられた！」（攻撃するが効果なし）である。他に、赤チョコボ、青チョコボ、緑チョコボ、白チョコボ、黒チョコボ、金チョコボ、銀チョコボが登場する。
チョコボ&モーグリ
登場作品：『FFVII』
チョコボにモーグリが乗って登場する。技は無属性攻撃+ストップ効果の「必殺技!!」。なお、インターナショナル版では風属性攻撃となる。
ディアボロス (Diabolos)
登場作品：『FFVI アドバンス』『FFVIII』『FFXI』『FFXII RW』『WOFF』『DFFOO』
悪魔のような姿をした重力を操る召喚獣。技は「闇よりの使者」で『FFXI』では「ルイナスオーメン」など多数の技を使う。
ティアマット (Tiamat)
登場作品：『FFVIII』『FFXII RW』『DFF』
龍の姿をした召喚獣。『FFVIII』では、バハムートに酷似した色違いの姿で、もともとはG.F.であったが登場する際はG.F.ではないので、プレイヤーが倒してもG.F.として召喚することはできない。技は「ダークフレア」。『FFI』では複数の頭を持つドラゴンの姿をした風のカオス、『FFIX』では三つの首を持つ骨ばった体の竜の姿をした、風のガーディアンというボスキャラクターとして登場する。また『FFXI』では通称三龍と呼ばれる、非常に強力なボスモンスターの1体として登場する。作品によって形状に大きな差がある。
ティーダ (Tidus)
登場作品：『FFX』
夢のザナルカンドの一部で該当作の主人公。本体は夢のザナルカンドを召喚し続ける祈り子全員であるため、常に召喚され続けている状態。メインプレイヤーであるため操作可能。
てつきょじん
登場作品：『WOFF』
巨大な鎧戦士風のメガミラージュ。剣を大きく横に薙ぎ払う「グランドソード」、プロテスとシェルを同時にかける「マイティガード」、一定確率でダメージを無効化する「インビンジブル」を持つ。
デブチョコボ (Fat Chocobo)
登場作品：『FFV』『FFVII』『FFVIII』『BC FFVII』
『BC FFVII』では、「チョコボ」のマテリアを装備した状態で、一定の条件を満たした場合に登場する。『FFV』の「チョコボ」、『FFVII』の「チョコボ&モーグリ」召喚時に低確率で登場することがある。また、『FFVIII』の「コチョコボ」召喚時に登場することもある。
テュポーン (Typhon)
登場作品：『FFVII』『FF：U』『BC FFVII』『チョコボの不思議なダンジョン』『DFF』
ねじ曲がった角と細い二本の腕を持った召喚獣。技は炎冷雷土複合属性攻撃「天地崩壊」。『FFVI』では、ボスキャラクターとして登場し、プレイヤーキャラを戦闘から離脱させる技「はないき」を多用する。『FF：U』では『FFVI』における攻撃「はないき」の効果を拡大解釈したように、空間を圧縮し消滅させる。『チョコボの不思議なダンジョン』では低確率で隠しキャラクターが出るようになっている。
トライディザスター (Tridisaster)
登場作品：『FF：U』
『FFVII』『BC FFVII』に登場するクジャタがモデルの召喚獣。名前はクジャタの技名から取られている。クジャタの技は「トライディザスター」であり、名称が若干異なる。
ドラゴン (Dragon)
登場作品：『FFIV』
霧のドラゴン。技は「霧のブレス」。モンスターとしてはミストドラゴンとして登場する。
ドリュアス (Dryas)
登場作品：『FFEX』
植物の姿をした貴婦人風の召喚獣。状態異常を得意とする。
トンベリ (Tonberry)
登場作品：『FFVIII』『CC FFVII』『FFXII RW』『DFF』
両生類とも爬虫類とも言えない、デフォルメされた緑の生物。フードつきのローブをはおり、右手にランタンを、左手に包丁を携える。技は敵単体攻撃の「ほうちょう」（包丁）。『FFV』でモンスターとして登場して以来、多くのタイトルで登場している。

### な行
ナイツオブラウンド (Knights of Round)
登場作品：『FFVII』『BC FFVII』『FF：U』
13人の騎士からなる召喚獣。技の「アルティメットエンド」は、13人が次々に相手に斬りかかるか魔法で攻撃するもので、『FFVII』に登場する召喚獣の中で最も攻撃力が高い。人数は円卓の騎士12人にアーサー王を加えたもので、「アルティメットエンド」で最後に斬りかかる者の名前もアーサーといい、剣の名前もアーサーが使用したといわれるエクスカリバーである。攻撃の中には属性攻撃に見えるものもあるが、実際は全て無属性となっている。強力では有るが、召喚の演出がかなり長い、この召喚獣のみラスボス戦での利用（正確にはその前哨戦のジェノバ・SYNTHESYS戦での使用）でペナルティが付くなどの扱いがされている。なお、叩き出せる総ダメージではシリーズのすべての召喚獣の中でも最高で、文字通り桁が異なる。『FFXI』では片手剣のレリック武器最終形態にて、この武器を使用時にのみ放てる必殺技として登場する。
『FF：U』では『FFVII』の際とは逆の順番で攻撃を行う。
ノーム (Gnome)
登場作品：『FFXII RW』
キノコのような姿をした大地の精霊。

### は行
ハーデス (Hades)
登場作品：『FFVII』『FF：U』
死神のような容姿。技の「暗黒の釜」は無属性の攻撃でダメージを与えつつ、複数のステータス異常を起こす。『FF：U』の場合は釜ではなく鎌を使用する。『FFIX』では隠しボスとして登場する。
ハシュマリム (Hashmalim)
登場作品：『FFXII』『FFXII RW』
2つ名を持ち、「統制者ハシュマリム」という獅子座の鬼神のような召喚獣。「統制者」は『FFT』でボスモンスターとして登場する、ハシュマリムのジョブの名前でもある。技は「大地の怒り」であり、これは他のFFシリーズでは、タイタンもしくは『FFIX』のフェンリルが使用するものになっている。
バハムート (Bahamut)
登場作品：『FFIII』〜『FFXI』『FFXIII』『FFXIV』『FFXVI』『BC FFVII』『CC FFVII』『FFXII RW』『FFT』『チョコボの不思議なダンジョン』シリーズ 『DFF』『FF零式』『FFXV』『WOFF』『DFFOO』『FFオリジン』
多くの作品で最高峰の召喚獣である黒色のドラゴン。FF召喚獣の代名詞ともいえる存在。技の「メガフレア」は無属性で、相手の持つ魔法防御力を無視して攻撃する。『FFIII』では「バハムル」で、白の効果は「オーラ！こうげきりょくがアップ」（味方全体の攻撃回数上昇）、黒の効果は「まっぷたつにきりさいた！」（単体に即死攻撃）である。『FFIX』では、「ガーネット」の所持数が多いほどダメージがアップする。『FFX』での技は「インパルス」、オーバードライブ技として「メガフレア」を使う。『FFXI』では追加ディスク『プロマシアの呪縛』のイベントにて重要なNPCとして登場するほか、条件を満たせば戦いを挑むことも可能。また、『チョコボの不思議なダンジョン』では「テラフレア」を使い、低確率でエフェクトに大きなコウモリが出てくるようになっている。
『FFXIII』ではシリーズで最も竜人に近い形態で登場する。ドライブモードはオーディンと共に搭乗機械系統ではなく、飛竜型になる。
『FF零式』では、軍神の一体として登場。軍神の中でも特に強力で、プレイヤーが召喚する以外にもストーリー中に度々登場する。なお、FFシリーズにはバハムートとは別の存在として、一般モンスターのベヒーモスがよく登場している。ベヒーモスは巨大な牛のようなモンスターであり、ドラゴンではない。
『FFXV』では特定の戦闘時にのみイベントで召喚でき、通常戦闘時の召喚では登場しない。
『FFXVI』ではザンブレク皇国の王子ディオン・ルサージュが顕現する召喚獣として登場。腕が翼になっている巨大な翼竜のような姿をしており、物語終盤に暴走した状態でクライヴと相対することとなる。技は「メガフレア」「ギガフレア」「エクサフレア」の他に「テラフレア」「ゼタフレア」などを使用する。宇宙に飛び立って戦う第2形態では身体が金色に輝く。
『WOFF』では真名が存在し、真名は「ティアバビロ」。
『FFオリジン』ではDLCで追加されるジョブ「召喚士」で使用可能で、バハムートに交代して直接操作する。姿は他のシリーズよりも獣人寄りで、翼はなくなった代わりに浮遊している10本の剣を携えている。召喚時の消費MP量に応じて必殺攻撃が「メガフレア」「ギガフレア」「エクサフレア」とランクが上がる。
バハムート改（バハムートかい）
登場作品：『FFVII』
背にオブジェのように巨大な突起物をもつ、深紅のバハムート。バハムートより技の威力が高い。技の「ギガフレア」は無属性で、相手の持つ魔法防御力を無視して攻撃する。
バハムート零式（バハムートれいしき）
登場作品：『FFVII』『BC FFVII』『FF零式』
宇宙の彼方からやってくる、銀色で機械色の強い身体を持つ六枚翼のバハムートの亜種。バハムート改より技の威力が高い。技の「テラフレア」は無属性で、相手の持つ魔法防御力を無視して攻撃する。
『FF零式』では、ストーリー中のあるシーンでのみ登場、操作できる特殊な軍神として登場。プレイヤーが強敵との戦いで全滅したとき、ある人物により召喚され敵を圧倒する。
バハムート震（バハムートしん）
登場作品：『FFVII AC』
登場の仕方はバハムートと同じ。主人公であるクラウドらの敵、カダージュが召喚する。
バハムート烈（バハムートれつ）
登場作品：『CC FFVII』
全身金色に包まれたバハムートの上位召喚獣。他のバハムートと異なり、完全に機械的な姿をしている。ジェネシスが召喚する。技の「エクサフレア」は、一度月へエネルギー弾を放ち、そこから炎の柱を放つ。
バブイルの巨人 (Giant of Babil)
登場作品：『DDFF』
『FFIV』にてダンジョンとして登場。月の民が生み出した巨大な兵器。『DDFF』では追加の召喚獣として登場。「ルナティック・レイ」を使用し、使用者と相手の双方からブレイブの30%をマップブレイブへ移動させる。
パンデモニウム (Pandemonium)
登場作品：『FFVIII』『DFFOO』
風袋を抱えた魔神のようなガーディアンフォース。技の「暴風圏突入」は風属性を持つ攻撃である。『FFII』では「パンデモニウム」がラストダンジョンとして登場する。『FFXII』にも同様のモンスターが登場するが、特に類似点はない。『FFIX』では、テラにある地名である。『FF零式』では、最終章で出現するラストダンジョンが万魔殿と呼ばれる。
ビスマルク (Bismarck)
登場作品：『FFVI』『FF：U』『WOFF』
白鯨の召喚獣。技の「バブルブロウ」は水属性を持つ攻撃である。
『WOFF』では船舶のようなデザインに改められており、「バブルブロウ」の他に突進する「クラッシャー」、受けたダメージの一部をダメージとして返す「楯鱗」を持つ。
ファムフリート (Famfrit)
登場作品：『FFXII』『FFTA』『FFXII RW』
水瓶座に位置する、巨大な瓶と鎧がセットになったような姿をした魔神。『FFXII』『FFTA』共に2つ名を持ち、『FFXII』では「暗黒の雲ファムフリート」、『FFTA』では「暗闇の雲ファムフリート」といいモーグリ族の守護神として登場する。技は「大海嘯」であり、これは他のFFシリーズではリヴァイアサンが使用するものになっている。なお、「暗闇の雲」は『FFIII』のボスモンスターとして登場する。
ファントム (Phantom)
登場作品：『FFVI』
無数の霊魂が集まって召喚獣となった存在。技の「バニシングボディ」は味方全体に「バニシュ」をかける。
ファラク (Falak)
登場作品：『チョコボの不思議なダンジョン』
技の「冥界六砲撃」は六大元素の力で敵を奈落に落とす。
フェニックス (Phoenix)
登場作品：『FFV』〜『FFIX』『FFXI』『FFXIV』『FFXVI』『FFTA』『FF：U』『CC FFVII』『チョコボの不思議なダンジョン』『DFF』
真紅の不死鳥。技の「転生の炎」は味方を蘇生させる。シリーズによって、効果は微妙に異なり、『FFV』では、味方一人を蘇生しつつ敵全体に炎属性のダメージを与える。『FFVI』では、味方全体を蘇生するのみで、ダメージは与えない。『FFVII』から『FFIX』では『FFV』に似るが、蘇生は味方全体に及ぶ。『FFVIII』では「フェニックスの羽」を使用することによって登場する乱入型ガーディアンフォース。『FFIX』でも同様に味方が全滅したときに発動することもあり、「フェニックスの羽」の所持数が多いほど、発動確率がアップする。『FFXI』では追加ディスク『プロマシアの呪縛』にて、重要NPCとしてとあるNPCの武器に宿る神獣となって登場する。『FFXVI』ではクライヴの弟であるジョシュア・ロズフィールドが顕現する召喚獣として登場。物語後半でイフリートと合体し、イフリート・リズンとなるが、ジョシュアとしての意識は共存している。また、ゲームオーバー画面でリトライを選択すると、中央に映るフェニックスの羽が光る演出が入る。『FF：U』ではギガフェニックスという強化版が登場する。DS版『FFIV』ではアビリティとして登場し、セットした者が倒れたとき全MPと引き替えに他の味方全員を蘇生させる。『DFF』では、一定時間所有者のブレイクを封じ基本値まで回復させる。『FFXII』ではボスとして登場。
フェアリー (Fairy)
登場作品：『FFT』
文字通り妖精の姿をした召喚獣。技の「妖精の輝き」は味方のHPを回復する。
フェンリル (Fenrir)
登場作品：『FFVI』『FFIX』『FFXI』
狼の姿をした召喚獣。技は『FFVI』ではパーティー全体を分身状態にする「ハウリングムーン」を使い、『FFIX』ではタイタンの力を借りた、土属性攻撃「大地の怒り」を使う。また、エーコが「おとめのいのり」を装備することによって、風属性攻撃「千年の風化」となる。いずれも、「サファイア」の所持数が多いほどダメージがアップする。『FFXI』では他にも多数の技を使う。『FFXII』では召喚獣ではなくボスとして登場。『FFXI』においてはウィンダス連邦を中心にいくつかのミッションに深く関わり、その外見や性能から人気の高い神獣で取得難易度も高い。ハウリングムーンなど闇の力を使った技を使う。『FFXVI』ではクライヴの相棒の狼として登場。初登場時は普通の狼としてクライヴたちに同行するが、物語中盤でフェンリルの力に目覚める。
ブリュンヒルデ (Brunhild)
登場作品：『FFXIII』『DDFF』
『FFXIII』にて初登場した、深紅の召喚獣。機械仕掛けの深紅の戦乙女といった外見で、ショットガンにも斧にもなる武器を使う。必殺技はドライブモードで車に変形したのち放つ「ムスペルフレイム」『DDFF』では「ムスペルフレイム」を使用し、マップブレイブおよび使用者のブレイブ基本値を一定時間2倍に引き上げる。
ブラザーズ (Brothers)
登場作品：『FFVIII』『DFFOO』
二体一組で現れる牛の獣人のような兄弟のガーディアンフォース。兄はミノタウロス、弟はセクレトという。『FFV』で登場する兄弟モンスターが基になっているが、『FFV』では、セクメトである。技の「兄弟仁義」は地属性で攻撃の役を決めるジャンケンで兄が後出しで勝ち、弟が泣きながら攻撃するというコミカルな攻撃である。
ブラスカの究極召喚（ブラスカのきゅうきょくしょうかん）
登場作品：『FFX』
『FFX』のヒロインであるユウナの父ブラスカが究極召喚した究極召喚獣。究極召喚獣の祈り子となったのは『FFX』の主人公であるティーダの父ジェクトであり、外見は生前のジェクトの特徴を持っている。技は「ジェクトビーム」、「ジェクトフィンガー」、「真・ジェクトシュート」「ジェクトボマー」。ゲーム時点ではある召喚士の成れの果てである「エボン＝ジュ」と呼ばれる存在に乗り移られて「シン」（正確にはその核）に作り変えられており、祈り子の石像も消滅しているため、プレイヤーが召喚することはできない。幻光虫が作り出す「シン」の体内の心象世界においてのみ魂が以前の姿で現れる。普段は生前のジェクトの姿だが、究極召喚獣としての姿に自在に変身することが可能。しかし究極召喚獣の姿になると「エボン＝ジュ」に理性を奪われる。
ベイビーシヴァ (Baby Shiva)
登場作品：『FFXII RW』
シヴァとダーリンシヴァの愛娘。幼い姿をしているが、シヴァの面影が存在する。
ヘカトンケイル (Hecatoncheir)
登場作品：『FFXIII』『DDFF』
『FFXIII』で初登場した、巨大な召喚獣。いくつもの腕を持つ巨人や阿修羅像に近い姿をする。ドライブモードでは『FFVI』に登場した魔導アーマーのような形となり、腕が変形したガトリングを用いる。必殺技は腕のガトリングを発射する「ガイアサルヴォー」。『FFIII』では同名の敵キャラクターが登場した。ギリシア神話の巨人ヘカトンケイル参照。『DDFF』では「ガイアサルヴォー」を使用し、マップブレイブを0にする。
ベヒーモス (Behemoth)
登場作品：『FFXIV』

ベヒーモスクロー
登場作品：『WOFF』
ベヒーモスの亜種となる2足歩行ができるまでに進化したメガミラージュ。四つん這いになった後に振り上げるように頭部の角で切り裂く「しゃくりあげる」、攻撃を受けた際にメテオで反撃するカウンター「メテオのかまえ」、HPの量が少ないほど与えるダメージが大きくなる「リベンジブラスト」、致死量のダメージを受けても一度だけHPが1で踏みとどまる「ふんばる」をもつ。
ベリアス (Belias)
登場作品：『FFXII』『FFXII RW』
炎を使いこなす牡羊座の魔人。2つ名があり「魔人ベリアス」という。「魔人」は『FFT』でボスモンスターとして登場するベリアスのジョブの名前でもある。技である「地獄の火炎」は、他のFFシリーズではイフリートが使用するものになっている。
砲撃獣（ほうげきじゅう）
登場作品：『FF：U』
頭部が『FF：U』の魔銃（まがん）に似た竜型の召喚獣。本作における黒き風の最強の召喚獣。本来は純白の姿だが初登場時は混沌と合体していたため、黒い姿だった。その召喚には魔銃の持ち主である黒き「風」自身のソイルを使う必要があるため、単身では召喚出来ない。
ポーチカ (Pochika)
登場作品：『FFIV（DS版）』
全ての幻獣の素体である種族。ポーチカはロシア語で「つぼみ」を意味する。全身が白く、頭身の低いユーモラスな風体をしている。召喚士リディアと一心同体であり、彼女と共に成長する他、ミニゲームによって能力値を高めることができる。同作に登場する他の幻獣とは異なり、召喚すると倒れるかターンが経過するまでリディアに代わって戦闘に参加し続ける。味方キャラクターが持つアビリティの中から、ポーチカのアビリティをプレイヤーが任意に選択することができ、ポーチカの戦闘中はそれらがランダムで発動する。
ボム (Bomb)
登場作品：『FFIV』『FFXII RW』『DFF』
火の玉に顔が付いたようなモンスター。『FFIV』では、非常に入手困難な隠し召喚獣。技の「自爆」は召喚士のHPに準じたダメージを与える。ただし、召喚士本人が自爆するわけではなく、ボムが自爆する。同名のモンスターが『V』や『VI』などに登場する。

### ま行
マインドF (MindF)
登場作品：『FFIV』
魔法使いのモンスター。"F"はフレイアの略であり、モンスターとしては「マインドフレイア」として登場する。非常に入手困難な隠し召喚獣。技は敵単体にダメージ+マヒ効果の「マインドブラスト」、または即死効果の「ブラスター」。
マジックポット (Magic pot)
登場作品：『CCFFVII』『DFF』
アイテム、アクセサリ、マテリアの中からランダムでいずれかを入手する「アイテム強奪」という特殊な技を持つ。取得する内容はリミット技のレベルにより左右される。
その他作品には通常モンスターとして登場している。
マティウス (Mateus)
登場作品：『FFXII』『FFTA』
青白い女神を捕らえた、魚座の異形の鎧。『FFXII』『FFTA』共に2つ名を持ち、『FFXII』では「背徳の皇帝マティウス」、『FFTA』では「背徳の神帝マティウス」といい、人間族の守護神として登場する。『FFII』の小説版である『ファイナルファンタジーII 夢魔の迷宮』では「こうてい」の本名をマティウスとしている。技は「凍てつく波動」。
マディン (Maduin)
登場作品：『FFVI』
逞しい肉体を誇る巨人。ギガース族という幻獣の種族に属しており、物語上で重要な役割を担うキャラクターとして登場する。技は無属性攻撃「ケイオスウェイブ」。
マディーン (Madeen)
登場作品：『FFIX』『FFTA』
『FFIX』では、物語上で重要な役割を担うキャラクターとして登場する。マディンと名前は似ているが、デザインが大幅に異なり、マディーンは獅子の頭部と翼を持った巨人のような外見をしている。技は聖属性攻撃テラホーミング。『FFTA』に出た際は竜人のような姿をしており、どちらかというと従来のバハムートなどに近いポジションにいる。
魔天のガーディアン (Spectral guardian)
登場作品『FFX』
ユウナレスカが究極召喚を手に入れんとするために訪れる召喚士を試すために召喚した召喚獣。蠍と龍が混じったような奇妙な姿をとる。通常プレイヤーは召喚することは不可能。
ミドガルズオルム (Midgardsormr)
登場作品：『FFVI』
巨大な大蛇。技は地属性攻撃「アースサラウンド」。『FFVII』では敵モンスターとして登場する。
ムンバ (Moomba)
登場作品：『FFVIII』
『FFVIII』に登場するキャラクター。デフォルメしたライオンのような外見をしている。「ゆうじょうのあかし」を使用することによって、登場する乱入型ガーディアンフォース。技は「ムンバムンバムンバ」。対象の最大HP-1のダメージを与えるが、ダメージ限界は9999。
メーガス三姉妹 (The Magus sisters)
登場作品：『FFX』『DFF』
マグ(Magu)、ドグ(Dogu)、ラグ(Rugu)の三姉妹からなる召喚獣。英語名はそれぞれ、Cindy、Sandy、Mindy。それぞれが天道虫、蟷螂、蜂をモチーフとしている。技は「アングルティール（マグ）」、「シュメルツェンド（ドグ）」、「リトルナーレ（ラグ）」、オーバードライブ技は三体同時に行う「デルタアタック」。なお、インターナショナル版における「デルタアタック」は6回攻撃。『FFIV』では、ボスキャラクターとして登場している。
メテオマスター (Meteo Master)
登場作品：『FF：U』
トンベリに似たアニメオリジナルの召喚獣。メテオ（隕石）を雨のように降らす。
モーグリ (Moogle)
登場作品：『FFT』『CCFFVII』『DFF』
『FFT』では技は味方のHPを少し回復する「モグのおまじない」。『CCFFVII』では、ザックスの装備しているマテリアのレベルを上げ、リジェネの効果を付加する「モーグリパワー」という技を発動する。『DFF』では他の召喚獣の技（未入手のものも含む）をランダムで発動させる。

### や行
ユニコーン (Unicorn)
登場作品：『FFVI』『FFTA』『チョコボの不思議なダンジョン』シリーズ
一本角を持つ美しい白馬。技は味方全体にエスナをかける「ヒールホーン」。
夢のザナルカンド（ゆめのザナルカンド）
登場作品：『FFX』
都市国家ザナルカンドの住民たちが変じた祈り子の夢（想い）である街の思い出を、建物や土地、そしてそこに住む人々丸ごと召喚士エボン＝ジュに「召喚」された街。プレイヤーは召喚することが出来ない。生物・非生物問わず全てが幻光虫で構築され、街の発展をエボン＝ジュに調整されている以外は普通の都市である。異世界や別次元に存在するわけではなくスピラのどこかに存在するとされるが、「シン」と「シン」に乗って移動できる幻光体で出来た存在しか行き来することは出来ない。
ユラ (Yura)
登場作品：『FFVI』
イベントシーンで登場する召喚獣の若者。召喚獣たちのリーダー的存在である。作中では誰からも召喚されることがなく、プレイヤーも召喚することが出来ない。
ようじんぼう (Yojimbo)、ヨウジンボウ
登場作品：『FFX』
笠を被った侍のような姿を持ち、刀を携えた和風の召喚獣。狛犬のような風貌をしたダイゴロウと共に登場する。攻撃形態は独特で、攻撃をしてもらうには、「心づけ」により金銭を工面する必要がある。技は「ダイゴロウ」、「小柄」、「脇差」、「斬魔刀」で、オーバードライブゲージの蓄積量や「心づけ」の金額などによって決まる。なお「斬魔刀」は、ボスクラスの敵すらも斬る。七曜の武器「正宗」を1段階パワーアップさせることにより、ダメージ限界突破となる。ヨウジンボウの表記は『FFX-2』のものである。『FFV』『FFVI』ではモンスターとして登場する。

### ら行
ライディーン (Rydeen)
登場作品：『FFVI』『FF：U』
オーディンがパワーアップした姿。技は「真・斬鉄剣」。『FF：U』ではweb小説にのみ登場し、デザインが存在しない。文章ではオーディーンに酷似した召喚獣と描写されるが、頭部の形状が異なり、攻撃の際には頭部を引き抜いて剣とするなど、オリジナルから引用した点と独自の点が存在する。
ライデン (Raiden)
登場作品：『FFXII RW』
ラムウに弟子入りした若き雷の妖精。
ラクシュミ (Lakshmi)
登場作品：『FFVI』
美しい女神。技は味方全体を回復する「魅惑の抱擁」。
チャダルヌークに囚われている際は、煙のようなものが悩ましい体にまとわりついている。
ラグナロック (Ragnarok)
登場作品：『FFVI』
伝説の剣「ラグナロク」が長い年月を経て召喚獣となったもの。技は敵一体をアイテムに変化させる「メタモルフォース」。プレイヤーは魔石「ラグナロック」と武器「ラグナロク」のどちらかを選ぶことになる。
ラミア (Lamia)
登場作品：『ダイスDEチョコボ』、『チョコボランド』、『FFXII RW』
蛇の下半身を持つ女性型の幻獣。他のFFシリーズでは通常モンスターとしてよく登場している。チョコボスタリオン等、人間キャラクターの代わりを務める場合も。
ラミィ (Lammy)
登場作品：『FFXII RW』
ラムウによって造られた一つ目の空飛ぶ機械。
ラムウ (Ramuh)
登場作品：『FFIII』〜『FFVII』『FFIX』『FFXI』『FFXII RW』『FFT』『FFTA』『チョコボの不思議なダンジョン』シリーズ 『DFF』『FFXV』『FFXVI』『DFFOO』
雷を操る老いた魔人。外見はシリーズ通して杖を持っている長い髭の老人の姿。技は「裁きの雷（いかずち）」。『VI』や『IX』では主人公達と直接会話し、『V』では、戦闘中にイフリートを召喚した場合のみ一言話す。
『FFIII』では「スパルク」で、白の効果は「マインドブラスト！」（全体を麻痺させる）、黒の効果は「かみのいかづち」（単体に雷属性の攻撃）である。
『FFVI』では、魔導研究所から逃げ出した幻獣。本作ではシヴァとイフリートと姉弟の関係という設定がある。ゾゾにて、暴走し力尽きたティナを介抱していた。パーティが到着後幻獣の話をし、その後自らの手で魔石化した。また、モーグリ族のモグに人間の言葉を教え、モグに「パーティーの仲間になれ」と言った張本人である。人間の老人に近い姿であり、ゾゾの住人は正体が幻獣であることを知らない。
『FFVIII』には登場せず、雷を司る召喚獣（G.F.）としてはケツァクウァトルが登場している。召喚獣を育成可能な『VIII』では「じいさんを育てても面白くない」という意見がスタッフ間で出され、登場が見送られた。
『FFIX』では、ピナックルロックスに宿る召喚獣。ダガー（ガーネット）に試練を与え、召喚士として目覚めさせる。「ペリドット」の所持数が多いほどダメージがアップする。
『FFXI』はジャッジボルト（裁きの雷）を始め数々の技を駆使する他、追加ディスク『アトルガンの秘宝』等において太古機械文明の賢者であることが判明する。
『FFXVI』では今作のシドであるシドルファス・テラモーンが顕現する召喚獣として登場。
ランドウォーム (Landworm)
登場作品：『DDFF』
『すいこみ』を使用し、使用者から相手が離れるほど相手のブレイブが多く減少していく。
リヴァイアサン (Leviathan)、リバイアサン、リヴァイア
登場作品：『FFIII』〜『FFV』『FFVI アドバンス』『FFVII』〜『FFIX』『FFXI』『FFXII RW』『FFT』『チョコボの不思議なダンジョン』『DFF』『FFXV』『WOFF』『DFFOO』
海蛇、あるいは蛇のような竜の姿の召喚獣。名前は作品によって若干異なる。技は『FFIII』『FFIV』のリヴァイアは「つなみ」、『FFV』のリバイアサンと『FFVIII』『FFIX』のリヴァイアサンは「大海嘯（だいかいしょう）」、『FFVII』『チョコボの不思議なダンジョン』のリヴァイアサンは「大海衝」（だいかいしょう）、『FFVI アドバンス』のリヴァイアサンと『FFT』のリバイアサンは「タイダルウェイブ」を使う。『FFIII』では「リバイア」で、白の効果は「せきかにらみ！」（全体を石化させる）、黒の効果は「きょだいなたつまきをおこした」（全体に風属性の攻撃）である。『FFIX』では、「アクアマリン」の所持数が多いほどダメージがアップする。『FFXI』では「タイダルウェイブ」他、多数の技を使う。『FFVII』以降の作品では物語中盤に登場することが多いが、『FFV』まではバハムートに次ぐ威力を持った召喚獣である。なお、『チョコボの不思議なダンジョン』では低確率でエフェクト中にクリオネが出るようになっており、『チョコボの不思議なダンジョン2』では召喚獣として登場できなかったことを根に持ち、「リヴァイアさん」という名のボスキャラとして登場している。
『FFIV』のリバイアサンは幻界を統治する幻獣王でアスラの夫であり、普段は人間の老人の姿をとっている。
なお、召喚獣が登場する以前の『II』では、巨大海獣「リバイアサン」の腹の中というダンジョンとして登場している。
『FFXVI』ではDLC第2弾「THE RISING TIDE」にて登場。技は「タイダルウェイブ」「大海嘯（だいかいしょう）」などを使用する。
リッチ (Lich)
登場作品：『FFT』『DFF』
死神のような容姿をしている。技は暗属性攻撃の「不条理の翼」。『FFVI』『FFXII』では通常モンスターとして、『FFI』や『FFIX』ではボスモンスターとして登場する。
レモラ (Remora)
登場作品：『FFV』『FFXII RW』
小魚の召喚獣で、複数登場する。『FFXII RW』では、空を飛ぶ球状の機械系モンスターとなっている。技は「まとわりつき」。レモラ(Remora)は、スズキ目コバンザメ亜目に属するナガコバン属の学名であり、ラテン語である。伝説上のレモラは、船舶にまとわりついて難破させるという。

### わ行
ワイバーン (Wyvern)
登場作品：『FFXII RW』
飛竜の幻獣。目が退化した替わりに嗅覚が発達している。他のFFシリーズでは通常モンスターとして登場している。

### 英数字
XG
登場作品：『WOFF』
巨大なロボットの姿をした魔震メガミラージュ。『ゼノギアス』に登場するギアを超越する存在ゼノギアス。召喚時は本体のXGヘッドと胴体部が飛行形態で分離した状態で召喚され、合体して戦闘形態となる。技は『ゼノギアス』から流用の「機神黒掌」「炎獄殺」「武技雷撃」「ハイパーモード」を持つ。